# Phytoliriomyza tricolor
Phytoliriomyza tricolor är en tvåvingeart som beskrevs av Malloch 1927. Phytoliriomyza tricolor ingår i släktet Phytoliriomyza och familjen minerarflugor. Inga underarter finns listade i Catalogue of Life.